# Левонька
Левонька или Левня — река в России, протекает в Ярославской области, левый приток реки Юхоть.
Исток реки находится в урочище Бекренево, течёт по заболоченной, не населённой, лесной местности на север, минуя урочища Татариново, Графская Дорога. В нижнем течении западнее деревни Приречье пересекает дорогу Углич-Новое, после чего впадает в Юхоть. Устье реки находится в 24 км по левому берегу реки Юхоть.
Длина реки — 20 км, площадь водосборного бассейна — 53 км².

## Данные водного реестра
По данным государственного водного реестра России относится к Верхневолжскому бассейновому округу, водохозяйственный участок реки — Волга от Угличского гидроузла до начала Рыбинского водохранилища, речной подбассейн реки — бассейны притоков (Верхней) Волги до Рыбинского водохранилища. Речной бассейн реки — (Верхняя) Волга до Куйбышевского водохранилища (без бассейна Оки).
Код объекта в государственном водном реестре — 08010100912110000004598.